# モーグリ (ファイナルファンタジー)
- ファイナルファンタジーシリーズ > モーグリ (ファイナルファンタジー)
- ファイナルファンタジーシリーズ > 召喚獣 > モーグリ (ファイナルファンタジー)

モーグリ（Moogle）は、スクウェア・エニックス（旧スクウェア）のコンピュータゲーム「ファイナルファンタジーシリーズ」に登場する架空の生物。チョコボやサボテンダーなどと共に、シリーズのマスコットキャラクターにもなっている。子供のモーグリはコモーグリという。

## 特徴
「モーグリ」の名前はモグラとコウモリを混合して作られたもの。
真っ白な体に、コウモリのような形状の小さな赤い翼が生えているが、この翼は飛行用というよりはむしろ方向転換用であり、空中に浮く際は身体を膨らませる。頭にはポンポンのようなものがついており、触れられるのを極度に嫌う。非常におとなしい性格であり、「クポッ!」や「クポー」という鳴き声をあげる。語尾に「クポ」と付けて言葉をしゃべるモーグリもいる。
『ファイナルファンタジータクティクスアドバンス』や『ファイナルファンタジーXII』の世界であるイヴァリースでは「モーグリ族」と呼ばれ、他のFFシリーズと外見が大きく異なり、ウサギの獣人のような姿に近くなっている。この2つの作品では、一人称を「モグ」とするモーグリ族が多い。
『ディシディア ファイナルファンタジー』や『ワールド オブ ファイナルファンタジー』などの一部作品では、頭部が大きく（頭のポンポンは頭部の約2/3、鼻の大きさは頭部の約1/3）、体が極端に小さい二頭身体型となっており、常に空中に浮いている。
血液型の1つとして「黒足アヒル型」という物が確認されている。これは、『ファイナルファンタジーVI』で、モーグリであるモグが自称している。
普段は暗いところを好み、森の奥深くに生息している作品と、市街地などで人間と共に暮らす作品がある。
初めて登場したのは『ファイナルファンタジーIII』だが、その時は「ニャー」という鳴き声だった。それ以降はほぼ毎シリーズに登場し、鳴き声も「クポー」などに統一された。DS版『FFIII』でも「クポ」を付けて言葉を話す。

## 登場作品

### 主要作品
ファイナルファンタジーIII
大魔導師ドーガの館で、10匹ほどのモーグリがドーガのために仕えている。ドーガの兄弟弟子であるザンデやウネとも面識がある。ドーガとウネの死に涙するセリフや、クリスタルを利用してやみを呼び出そうとしている魔王ザンデについてさえも「ザンデ様も、いい人だったのに」と心配するなど、優しい心を持った存在である。語尾がです・ます調の丁寧な日本語で会話するので、後のシリーズのモーグリに比べて、かなり知的なイメージとなっている。
DS版ではWi-Fiコネクションを通じてメールのやりとりを行う「モグネット」の案内役として世界各地の村や町にいる。
ファイナルファンタジーV
森に住む生物として登場する。小心者で人間の前にはあまり姿を現さないとされている。また、バル城のクルルの部屋にもいる。モーグリ同士でテレパシーを送る能力を持つ。
なお、『V』には「モーグリイーター」というタコのような敵キャラクターも出現する。
ファイナルファンタジーVI
モーグリの「モグ」がプレイヤーキャラクターとして加わる。モグは語尾に「クポ」をつけた人語を話し、主に槍を武器として使い、「踊り」を生かした攻撃を繰り出す。なお、「踊り」に特殊な効果を持つモグはモーグリの群れのエリートという位置づけがされており、『VI』での通常のモーグリ達は人語を解さない。モグが人語を話せるのは、幻獣のラムウに教わったためである。モグを含むその他のモーグリ達も序盤の一部の戦闘に参加するが、それぞれ使用する武器が異なる。モグは物語の序盤にてストーリーの分岐点の道案内としてもマスコット的に登場するが、正式にモグが仲間となるのは中盤あたりからとなる。世界崩壊前に仲間にするにはアイテム「金の髪飾り」との二者択一となり、この時にモグを選ばないと、次に仲間にする機会は世界崩壊後の飛空艇入手後になる。エンディングにて、瓦礫の塔が崩れそうになりモグが落ちそうになったとき、エドガーによってUFOキャッチャーのぬいぐるみのようにクレーンで吊り上げられて救出されるシーンが見られる。
FFVIでは、天野喜孝のイメージイラスト・ゲーム中では猫が目をつぶったような目をしているが、キャラクターイラストでは小さい目をしている。また、これ以降のモーグリはVIのモーグリのデザインが継承される。

ファイナルファンタジーVII
プレイヤーキャラクターのケット・シーが常に大きなモーグリのぬいぐるみ（デブモーグリ）の頭上に乗っており、移動・攻撃はこのぬいぐるみを操作して行う。
その他、召喚獣「チョコボ&モーグリ」として登場する。
ファイナルファンタジーVIII
乱入型G.F.「コモーグリ」として登場。入手には、PocketStationが必要となる。このG.F.はカードゲームの絵札の1つ「コモーグリ」にも描かれている。
ファイナルファンタジーIX
本来メニュー画面で行っていた作業の一部の代わり役として登場。笛により呼び出されたり、各地それぞれの固有のモーグリがセーブ・テント使用などの作業を行う場所となる。また、登場するモーグリのうち一体は後に幻獣「マディーン」の仮の姿である事が判明する。
独自のシステムとして「モグネット」が存在する。

ファイナルファンタジーX
プレイヤーキャラクターのルールーが持つ武器・ぬいぐるみの種類の1つにモーグリがある。
ファイナルファンタジーX-2
「きぐるみ士」のドレスフィアで主人公ユウナがモーグリのぬいぐるみをかぶる。
ファイナルファンタジーXI
人間とは別の獣人の1つとして扱われており、各国家にてモグハウスを運営し、冒険者であるプレイヤーの世話をしてくれる。ゲーム内でのイベントの案内役でもあり、特定の場所にてアイテムの授与や売買を行う。
ファイナルファンタジーXII
人間とは別の種族の1つとして扱われている。『FFXII』史上で、最初の飛空艇建造を行う。エンジニア（機工士）を特に多く輩出する種族。
ファイナルファンタジーXIII
武器・装備を強化するアイテムを販売する「モーグリワークス」として名前のみ登場。
ファイナルファンタジーXIII-2
セラの「お守り」として行動を共にし、時には武器として、時には隠されたアイテムを見つける役割を担う。この世界でのモーグリはおとぎ話に登場する架空の生物と設定された。
ファイナルファンタジーXIV
黒衣森に住まう「モーグリ族」として登場。
普段は魔法で姿を消しており、冒険者(プレイヤー)をはじめ、「暁の血盟」メンバーやカヌ・エ・センナなど、一部の素質を持つ者以外が彼らを認知することはできない。基本的に黒衣森から出ることはないが、レターモーグリなどのようにグリダニアの外に出ていくモーグリも存在する。
人間に対して友好的な種族であるが、中には「モーグリ家臣団」のように、人間による黒衣森の支配を良しとしない集団もいる。
ファイナルファンタジーXV
キャラクターとしては登場せず、「モーグリぬいぐるみ」というアイテムとして存在。あるキャラクターから入手でき、バトル中に使うと敵の注意を引きつけることができる。その他マスコットとして飾られていたり、車に貼るステッカーや、本作のミニゲームのひとつ「釣り」のルアーの名称になっていたりもする。
ファイナルファンタジーXVI
人間とは異なる蛮族の中で、人間に敵対していない種族「モーグリ族」として登場。作中には「ネクタール」と名乗るモーグリ族一匹だけしか登場しない。デザインはXIVのモーグリと共通。
人間には言葉が通じないようだが、なぜかクライヴとだけは会話する事ができる。

### 派生作品
ファイナルファンタジータクティクス
召喚獣として「モーグリ」が登場する。
ファイナルファンタジータクティクスアドバンス
人間とは別の種族の1つとして扱われており、戦闘にも参加する。
ファイナルファンタジー・クリスタルクロニクルシリーズ
このシリーズのモーグリたちは全体的に丸っこい体型をしている。
初代『FFCC』ではシングルプレイモードでモーグリの「モグ」がパートナーとなる。また、郵便屋となりプレイヤーの肉親からの手紙を届けたり盗賊団に入る者など様々である。
FF：U 〜ファイナルファンタジー:アンリミテッド〜
ソイルの伝道師を名乗る謎の生物。「風」とよく似たマントとイレズミをしており、数少ない彼の過去を知る者。認識名は「クポ」。
クライシス コア ファイナルファンタジーVII
召喚獣として登場。
ディシディア ファイナルファンタジー、ディシディア デュオデシム ファイナルファンタジー
モグネットの住人、プレイヤーアイコン、召喚獣として登場。モグネットで手紙をくれるモーグリの名前の一部は、過去作品の登場人物の名前がモチーフとなっている。
ファイナルファンタジー 零式
機構に所属し、12人で「クランベリーナイツ」を構成する。本作におけるモーグリ (MOOGLE) という名称は「Military Operation Organization Guidance / Logistics Expert」のバクロニム。声は諸星すみれが担当。
シアトリズム ファイナルファンタジー
サポートキャラとして登場。FMSに登場し、発見するとアイテムを一つくれる。
メビウス ファイナルファンタジー
NPCとして登場。本作のモーグリ族は、記憶を種族全体で共有する「全にして一なる種族」である。
ファイナルファンタジー　レコードキーパー
Drモグが登場する。
ワールド オブ ファイナルファンタジー
ミラージュとして登場。通常のモーグリの他に、派生種として海賊の衣装を着た「うみモーグリ」「うなばらモーグリ」、闘技場に関わる「マスターモーグリ」、店舗特典の限定ミラージュとして頭のポンポンに天使の輪が追加された「ライトモーグリ」がいる
ディシディア ファイナルファンタジー オペラオムニア
NPCとして登場する他、『FFVI』のモグがプレイアブルとして登場。
ストレンジャー オブ パラダイス ファイナルファンタジー オリジン
DLC「DIFFERENT FUTURE」にNPCとして登場。

#### チョコボシリーズ
チョコボの不思議なダンジョン
主人公のパートナーとして、「アトラ」という名前の、お調子者でお宝に目がないモーグリが登場した。一人称は「オレ」で、口調も「クポ」を付けず普通に喋る。ストーリーに繋がりこそないものの、後のチョコボシリーズのモーグリの性格付けに大きな影響を与えた。
チョコボの不思議なダンジョン2
前作と同じく主人公のパートナーだが、デフォルト名が「モーグリ」で、NPCまたはプレイヤーキャラクターとしてダンジョンを共に冒険することになる。
チョコボレーシング 〜幻界へのロード〜
プレイヤーキャラクターの1人として登場する。一人称は「ボク」。デフォルトのアビリティは「はばたき」で、飛ぶことが苦手なモーグリにしては珍しく、ストーリーデモ中も飛行しているシーンが多い。
チョコボスタリオン
チョコボのトレーナー（調教師）の1人として「モグ」という名前のモーグリが登場する。チョコボと心が通じ合っており、会話できるとも噂されている。
ダイスDEチョコボ、チョコボランド
友達魔石としてモーグリの「アトラ」が登場する。
チョコボと魔法の絵本
正義の味方「ポップアップヒーロー」として登場する（本人は否定）。
チョコボの不思議なダンジョン 時忘れの迷宮
覆面ヒーロー「ダンジョンヒーローX」などとして登場する。声は渡辺久美子が担当。
チョコボと魔法の絵本 魔女と少女と5人の勇者
シドを看病する付き人。シドの絵本「アルヴァニカ」には全巻にわたって彼をモデルとした人物が登場する。

### その他
聖剣伝説シリーズ
ステータス異常の1つとして登場。プレイヤーキャラクターがモーグリの姿になり無力になる。初代『聖剣伝説 〜ファイナルファンタジー外伝〜』（リメイク版の『新約』含む）から登場し、『聖剣伝説3』まで存在したが『聖剣伝説 LEGEND OF MANA』以降は廃止された。なお、『聖剣伝説2』には四季の森に生息する種族としてのモーグリ達も登場する。
半熟英雄シリーズ
2作目『ああ 世界よ半熟なれ…!!』以降でエッグモンスターとして登場する。「素潜り」とかけた駄洒落であり、シュノーケルを付けてトライデントを手にしている。風船で浮かんでいるのに水中だと思いこんでいて、「見えるものすべてが魚に見える」というゴーグルの効果により敵を魚と間違えて攻撃する。
キングダム ハーツ シリーズ
町などで商人兼合成屋として登場する。『キングダム ハーツII』ではある程度の合成材料を持っていけば、アイテムを合成してくれる。そのうち、モーグリが腕を上げると、かなりいいものを作ってくれる場合もある。『KH チェイン オブ メモリーズ』では、アタックカード、魔法カードなどを売っている「モーグリショップ」というものを開いていた。商売できれば相手は誰でも構わないようで、『キングダム ハーツ 358/2 Days』ではそれまでのシリーズで敵として登場した組織であるXIII機関の本拠地で商売をしているモーグリもいた。
ドラゴンクエスト&ファイナルファンタジー in いただきストリートSpecial、同 MOBILE
プレイヤーキャラクターの1人として登場する。『FFXI』からの出演となっている。『ポータブル』には登場しない。
マリオバスケ 3on3、MARIO SPORTS MIX
マリオシリーズのゲームでは初登場。ゲームスタート時は使用できないが、FFシリーズからのゲストキャラクターの1人として参戦する。キャラクターのタイプは個性派の「トリッキー」。スペシャルショットで「モーグリダンス」を使用する。